# Tipula geronimo
Tipula geronimo är en tvåvingeart som beskrevs av Alexander 1946. Tipula geronimo ingår i släktet Tipula och familjen storharkrankar. Inga underarter finns listade i Catalogue of Life.